# Левченко, Николай Иванович
Николай Иванович Левченко (7 декабря 1913, с. Садовое, Пишпекский уезд, Семиреченская область, Туркестанский край, Российская империя — 19 мая 1991, Бишкек, Киргизская ССР, СССР) — советский партийный деятель, организатор сельскохозяйственного производства, первый секретарь Кагановичского и Московского райкомов Компартии Киргизии, Фрунзенская область, Киргизская ССР. Герой Социалистического Труда (1957). Министр социального обеспечения Киргизской ССР (1965—1972). Депутат Верховного Совета Киргизской ССР.

## Биография
Родился в 1913 году в крестьянской семье в селе Садовое (ныне — Московский район Чуйской области).
Участвовал в Великой Отечественной войне. С 1950 по 1958 года — первый секретарь Кагановичского райкома Компартии Киргизии, с 1958 по 1961 года — первый секретарь Московского райкома Компартии Киргизии.
Будучи первым секретарём Кагановичского райкома, занимался организацией сельскохозяйственного производства в Кагановичском районе. В 1956 году Кагановичский район занял передовые позиции по производству сельскохозяйственной продукции. Указом Президиума Верховного Совета СССР от 15 февраля 1957 года за выдающиеся успехи, достигнутые в деле увеличения производства сахарной свеклы, хлопка и продуктов животноводства, широкое применение достижений науки и передового опыта в возделывании хлопчатника, сахарной свеклы и получение высоких и устойчивых урожаев этих культур удостоен звания Героя Социалистического Труда с вручением ордена Ленина и золотой медали «Серп и Молот».
С 1961 по 1965 года — заведующий одного из отделов при ЦК Компартии Киргизии. В 1961 году окончил Алма-Атинскую высшую партийную школу.
В 1965 году назначен министром социального обеспечения Киргизской ССР. С 1972 до выхода на пенсию работал начальником отдела кадров Министерства связи Киргизской ССР.
Неоднократно избирался депутатом Верховного Совета Киргизской ССР (1951—1967).
Персональный пенсионер союзного значения. После выхода на пенсию проживал в Бишкеке, где скончался 19 мая 1991 года.